# Oswald Beck (Germanist)
Oswald Beck (* 4. August 1928 in Steinfeld/Pfalz; † 13. November 2018 in Landau in der Pfalz) war ein deutscher Germanist, Deutschdidaktiker und Hochschullehrer.

## Leben und Wirken
Nach seiner Reifeprüfung in Landau 1949 studierte Oswald Beck zunächst von 1949 bis 1951 Erziehungswissenschaft, Germanistik und Didaktik an der Pädagogischen Akademie Landau und legte dort 1951 bzw. 1954 die beiden Staatsexamen für das Lehramt an Grund- und Hauptschulen ab. Nach seiner Tätigkeit im Schuldienst setzte er sein Studium von 1956 bis 1958 an der Universität Heidelberg und von 1958 bis 1962 an der Universität Mainz fort und zwar auf den Gebieten Germanistik, Geographie, Pädagogik und Philosophie. 1963 promovierte er an der Universität Mainz bei dem Geographen Josef Schmid. Von 1963 bis 1968 arbeitete er dann als Dozent an der Pädagogischen Hochschule Landau, von 1968 bis 1971 als außerordentlicher Professor und ab 1971 als Ordinarius für Deutsche Sprache und Literatur und deren Didaktik an der Universität Koblenz-Landau (Abt. Landau).
In seinen Veröffentlichungen zur Didaktik des Deutschunterrichts beschäftigte sich Beck vor allem mit dem Aufsatzunterricht und der Beurteilung von Schüleraufsätzen.

## Veröffentlichungen (Auswahl)
- Veränderungen in der Wirtschafts- und Sozialstruktur der Vorderpfalz und ihre Auswirkungen auf das Landschaftsbild seit dem Ende des 19. Jahrhunderts (= Veröffentlichung / Pfälzische Gesellschaft zur Förderung der Wissenschaften in Speyer. Bd. 43). Speyer 1963 (= Dissertation Universität Mainz).
- Aufsatzerziehung und Aufsatzunterricht. Ein Lehrerhandbuch. Zwei Teile. Versch. Aufl. Dürr, Bonn-Bad Godesberg 1966–1973.
- Kriterien zur Aufsatzbeurteilung. Grundlagen, kritisch-vergleichende Betrachtung, Verfahren zur Objektivierung (= Schulversuche und Bildungsforschung. Bd. 6). v. Hase & Koehler Verlag Mainz 1974, ISBN 3-7758-0869-8.
- (Hrsg.): Aufsatzbeurteilung heute. Herder, Freiburg i. Br. 1975, ISBN 3-451-09028-7 (5. Aufl. 1980).
- (Hrsg., mit Franz-Josef Payrhuber): Aufsatzunterricht heute. Zielsetzung – Methoden – Beispiele. Herder, Freiburg i.Br. 1977, ISBN 3-451-09302-2 (3. Aufl. 1980).
- (Mitautor): Christel Hannig / Deutschunterricht in der Primarstufe. Luchterhand, Neuwied 1978, ISBN 3-472-55042-2.
- Theorie und Praxis der Aufsatzbeurteilung. Forschungsstand. Wege der Objektivierung und Leistungsförderung. Ein Handbuch für Lehrende und Studierende. Kamp, Bochum 1979, ISBN 3-592-70011-1.
- (mit Franz-Josef Payrhuber; Wilhelm Steffens): Praxis des Aufsatzunterrichts in der Grundschule. Herder, Freiburg i.Br. 1981, ISBN 3-451-09084-8.
- Sprachstandsanalysen. In: Dorothea Ader u. a.: Sub tua platano. Festgabe für Alexander Beinlich. Lechte, Emsdetten 1981, S. 32–46.
- mit Nikolaus Hofen: Aufsatzunterricht Grundschule. Handbuch für Lehrende und Studierende. Schneider-Verlag Hohengehren, Baltmannsweiler 1990, ISBN 3-87116-449-6 (2. Aufl. 1993, ISBN 3-87116-461-5).
- Franziskanisches Geistesgut in der Literatur des 20. Jahrhunderts, insbesondere im Frühwerk Hermann Hesses. In: Martin Forstner (Hrsg.): Interdisziplinarität. Deutsche Sprache und Literatur im Spannungsfeld der Kulturen. Festschrift für Gerhart Mayer zum 65. Geburtstag. Lang, Frankfurt am Main 1991, ISBN 3-631-44264-5, S. 137–161.
- mit Nikolaus Hofen: Aufsatzunterricht Grundschule konkret. Unterrichtshilfen für die Praxis. Schneider-Verlag Hohengehren, Baltmannsweiler 1993, ISBN 3-87116-462-3 (3. Aufl. 2003, ISBN 3-89676-627-9).
- Sprache und Verantwortung heute. In: Robert K. Furtak (Hrsg.): Politik und Bildung als Zukunftsgestaltung.  Festschrift für Günter Bals zum 65. Geburtstag (= Landauer Universitätsschriften. Politikwissenschaft. Bd. 1). Knecht, Landau 1994, ISBN 3-930927-00-4, S. 13–37.
- (Mitarb.): Steinfeld 1250–2000. Ein Grenzdorf im Zeitenwandel. Ortsgemeinde Steinfeld 2000, ISBN 3-929893-09-6.

Festschrift
- Nikolaus Hofen (Hrsg.): Und immer ist es die Sprache. Festschrift für Oswald Beck zum 65. Geburtstag. Beiträge zu Germanistik, Fachdidaktik Deutsch und deren Nachbarwissenschaften. Schneider-Verlag Hohengehren, Baltmannsweiler 1993, ISBN 3-87116-470-4 (Bibliographie Oswald Beck S. 321ff.).